# Aleksander Tarnowski (tancerz)

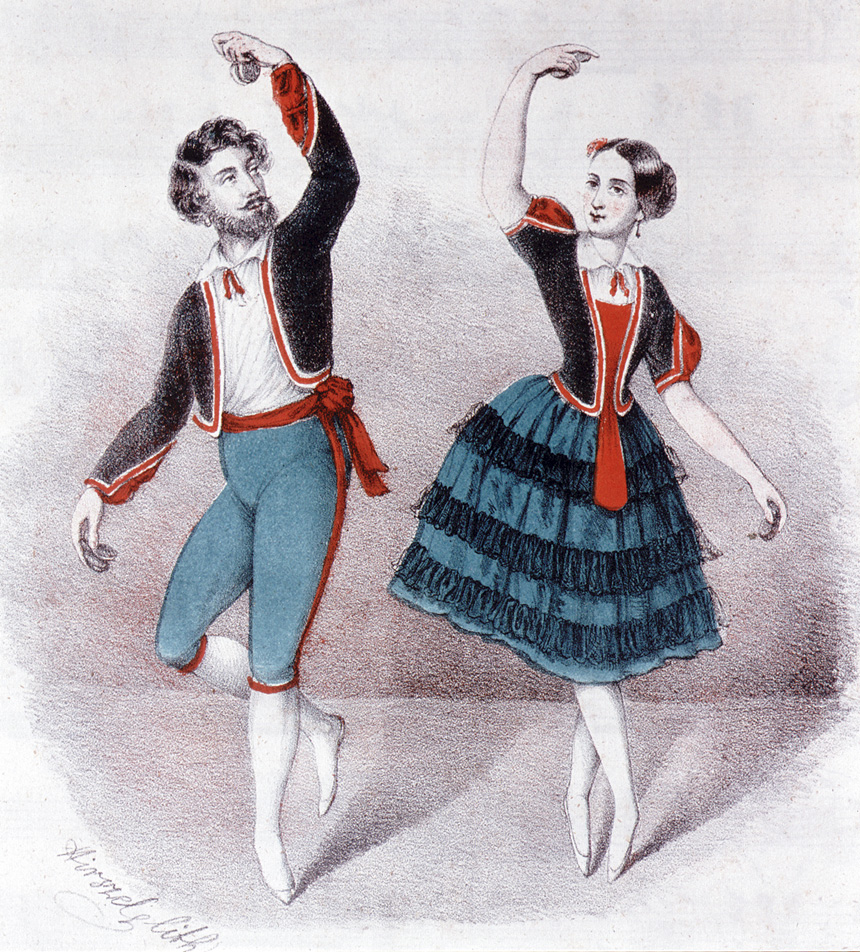
Aleksander Tarnowski i Konstancja Turczynowicz w tańcu kaczucza z baletu Hrabina i wieśniaczka, 1847

Aleksander Tarnowski (ur. 3 listopada 1821 w Warszawie, zm. 2 czerwca 1882 w Warszawie) – najwybitniejszy polski tancerz baletowy XIX wieku.

## Kariera artystyczna

### Dzieciństwo
Pochodził ze zubożałej rodziny szlacheckiej Tarnawskich, dopiero jego ojciec z niewiadomych powodów zmienił nazwisko rodowe na Tarnowski. Urodził się jako Hubert Aleksander, syn Stefana Józefa Michała Tarnawskiego / Tarnowskiego (1772–1847), mistrza sztuki drukarskiej, zecera drukarni „Gazety Warszawskiej” Antoniego Lesznowskiego, i jego drugiej żony Marianny z Klaszewskich, 1. voto Friedlandowej (1792–1852). Był bratem-bliźniakiem artysty baletu Antoniego Tarnowskiego. Do szkoły baletowej Teatru Wielkiego wstąpił wraz z bratem 1 lipca 1835, gdzie był jednym z najbardziej utalentowanych uczniów, wychowankiem Romana Turczynowicza, Mikołaja Grekowskiego i Maurice’a Piona. Już w 1836 r. debiutował w rolach solowych w przedstawieniach szkolnych, jako Alonzo i Ferdynand w Opiekunie oszukanym i Leander w balecie Dwa posągi na scenie ówczesnego Teatru Rozmaitości.

### W blasku sławy
Do zespołu baletowego Warszawskich Teatrów Rządowych należał prawdopodobnie od roku 1841. W krótkim czasie został czołowym tancerzem Teatru Wielkiego, zdobywając sławę pierwszego polskiego solisty baletu najszlachetniejszego typu danseur noble. Był ulubionym tancerzem dwóch najwybitniejszych dyrektorów warszawskiego baletu romantycznego: Filippa Taglioniego (1843–1853) i Romana Turczynowicza (1853–1866), którzy powierzali mu główne partie męskie w niemal wszystkich swoich realizacjach choreograficznych w Teatrze Wielkim. Partnerował też słynnym balerinom europejskim, występującym gościnnie w jego latach na scenie Teatru Wielkiego: już 24 lutego 1844 – legendarnej Marii Taglioni w baletowej scenie uwodzenia w operze Robert Diabeł Giacomo Meyerbeera; w 1853 roku – słynnej Carlotcie Grisi w baletach: Hrabina i wieśniaczka, Giselle, Esmeralda i Katarzyna, córka bandyty; w latach 1855–1857 i 1866–1867 – wybitnej rosyjskiej balerinie romantycznej Nadieżdzie Bogdanow w tych samych i innych baletach; a także innym znanym tancerkom zagranicznym. Był również partnerem scenicznym czołowych polskich solistek baletu romantycznego, jak: Karolina Wendt, Konstancja Turczynowicz, Anna i Karolina Straus czy Kamila Stefańska. Występował na scenie warszawskiej dla cesarzy rosyjskich: Mikołaja I i Aleksandra II oraz ich żon i rodzin. Cieszył się powszechnym szacunkiem, wielkim uznaniem krytyki i popularnością u publiczności.

### Choroba
W czerwcu 1856 roku przeszedł załamanie nerwowe. Wysłano go wtedy dla wypoczynku za granicę. Po półrocznej przerwie powrócił na scenę, jednak w latach 1858–1866 był zmuszony przerwać swoją karierę. Początkowo leczono w warszawskim szpitalu dla nerwowo chorych, ale bezskutecznie, więc odesłano go do domu. W tym czasie wszystkie jego role objął z powodzeniem utalentowany brat-bliźniak Antoni Tarnowski. Po jego kontuzji, Do powrotu na scenę skłoniła Aleksandra dopiero w 1866 roku Nadieżda Bogdanowa podczas swojej wizyty w Warszawie z gościnnymi występami.

### Końcówka kariery
Po ośmiu latach przerwy, w dniu 4 marca 1866 pojawił się więc ponownie na scenie Teatru Wielkiego u boku Nadieżdy Bogdanowej w Giselle, a potem także w innych baletach. Nie tylko powrócił do swych dawnych ról, ale objął też nowe, w baletach: Korsarz, Modniarki, Monte-Christo i Rozbójnik morski. Tę drugą część kariery zakończył jednak już 18 czerwca 1867 występem w roli hrabiego Monte Christo, co odnotował jeden z recenzentów pisząc, że tego dnia odbyło się „ przedstawienie Monte-Christo, w którym p. Stefańska i p. Aleksander Tarnowski mieli zaszczyt okazać świetne swoje talenta wobec najdostojniejszego syna naszego monarchy, który tego wieczoru na widowisku teatralnym znajdować się raczył”.
Po odejściu z teatru żył jeszcze 15 lat pod troskliwą opieką brata Antoniego. W końcu zapadł na raka żołądka i zmarł w cierpieniach 2 czerwca 1882. Zgodnie z jego życzeniem nie upubliczniono wiadomości o pogrzebie, który odbył się 3 czerwca na cmentarzu Powązkowskim. Dopiero dwa dni później „Kurier Warszawski” zmieścił niewielką notatkę: „W dniu onegdajszym pochowano zwłoki śp. Aleksandra Tarnowskiego, niegdyś dzielnego tancerza baletu warszawskiego. Tarnowski, którego umysł uległ zbłąkaniu, zgasł w ciszy i zapomnieniu”.

## Ważniejsze role
Przedstawienia szkolne na scenie Teatru Rozmaitości, pozostałe od 1841 roku na scenie Teatru Wielkiego w Warszawie
- 1836: Alonzo – Opiekun oszukany, choreografia Maurice Pion, muzyka Gioacchino Rossini / Józef Stefani (przedstawienie szkolne)
- 1836: Leander – Dwa posągi, choreografia Louis Thiérry / Maurice Pion, muzyka Józef Elsner (przedstawienie szkolne)
- 1837: Ferdynand – Opiekun oszukany, choreografia Maurice Pion, muzyka Gioacchino Rossini / Józef Stefani (przedstawienie szkolne)
- 1841: Pas de deux – Figle wieśniacze, choreografia Maurice Pion wg Les Gaietés champêtres Jeana Corallego, muzyka Adolphe Adam
- 1842: Pas de trois – Lucyperek, choreografia Maurice Pion wg Jules’a Perrota, muz. Ludwig Wilhelm Reuling, Józef Stefani
- 1844: Solista – Poranek indyjski, choreografia Filippo Taglioni, muzyka Józef Stefani
- 1844: Pas de trois (z Marią Taglioni i Karoliną Wendt) – w II akcie opery Robert Diabeł, choreografia Filippo Taglioni, muzyka Giacomo Meyerbeer
- 1844: Jokle – Mimili, czyli Styryjczykowie, choreografia Maurice Pion, muzyka Józef Stefani
- 1845: Kapitan Edward – Wyspa Amazonek, choreografia Filippo Taglioni, muzyka Józef Stefani
- 1845: Oficer - Zabawy zimowe, czyli Miłosne intrygi, choreografia Paolo Taglioni, muzyka Hermann Schmidt, Józef Stefani .
- 1845: James – Sylfida, choreografia Filippo Taglioni, muzyka Jean Schneitzhöffer
- 1846: Hrabia – Mleczarka szwajcarska, choreografia Filippo Taglioni, muzyka Gioacchino Rossini, Adalbert Gyrowetz, Wenzel Robert von Gallenberg / Józef Stefani
- 1846: Paweł – Anetta, czyli Sen wieśniaczki, choreografia Filippo Taglioni, muzyka Józef Stefani
- 1847: Pas z girlandami – Przybycie, zabawa i odjazd na kolei żelaznej, choreografia Filippo Taglioni, muzyka Józef Stefani
- 1847: Hrabia de Saint Léon – Hrabina i wieśniaczka, czyli Przemiana żon, choreografia Roman Turczynowicz wg Le diable à quatre Josepha Maziliera, muzyka Adolphe Adam
- 1848: Książę Albert – Giselle, choreografia Roman Turczynowicz wg Jeana Corallego, muzyka Adolphe Adam /Józef Stefani[9][10]
- 1848: Benedykt – Piękna dziewczyna z Gandawy, choreografia Roman Turczynowicz wg Ferdinanda-Alberta Décombé zw. Albert, muzyka Adolphe Adam / Józef Stefani
- 1849: Pas de trois – Diabeł kulawy, choreografia Roman Turczynowicz wg Le Diable boiteux Jeana Corallego, muzyka Casimir Gide, Józef  Stefani
- 1849: Don Alvares – Rozbójnik morski, choreografia Filippo Taglioni, muzyka Adolphe Adam, Józef Stefani
- 1850: Solista – Markietanka i pocztylion, choreografia Filippo Taglioni wg La Vivandière Arthura Saint-Léona, muz. Cesare Pugni / Józef Stefani
- 1850: Salvator Rosa – Katarzyna córka bandyty, choreografia Roman Turczynowicz wg Jules'a Perrota, muzyka Cesare Pugni / Józef Stefani
- 1851: Kapitan gwardii Febus – Esmeralda, choreografia Roman Turczynowicz wg Jules'a Perrota, muzyka Cesare Pugni / Józef Stefani[7][11]
- 1852: Gawot – Pałac kryształowy w Londynie, choreografia Roman Turczynowicz, muzyka Józef Stefani
- 1853: Hrabia Leonardo – Asmodea, diabeł rozkochany, choreografia Roman Turczynowicz wg Le diable amoureux Josepha Maziliera, muzyka Giuseppe Alessandro Scaramelli, Józef Stefani
- 1854: Fernando – Paquita, czyli Cyganie, choreografia Roman Turczynowicz wg Josepha Maziliera, muzyka Édouard Deldevez / Józef Stefani
- 1857: Solista – Dwa dni karnawału w Wenecji, choreografia Carlo Blasis, muzyka Jan Quattrini
- 1866: Conrad – Korsarz, choreografia Roman Turczynowicz wg Josepha Maziliera, muzyka Adolphe Adam / Józef Stefani (ze wstawionym mazurkiem Fryderyka Chopina)
- 1866: Henryk – Modniarki, czyli Karnawał paryski, choreografia Roman Turczynowicz wg Pasquale Borriego, muzyka Matthias Strebinger / Gabriel Rożniecki
- 1866: Edmond Dantès / Hrabia Monte Christo – Monte-Christo, choreografia Roman Turczynowicz wg Giuseppe Roty, muzyka Paolo Giorza i Stanisław Moniuszko[7][12]
- 1867: Don Ramiro – Rozbójnik morski, choreografia Roman Turczynowicz wg Filippa Taglioniego, muzyka Adolphe Adam, Józef Stefani

## Opinie o artyście
Aleksander Tarnowski był jakby stworzony do tańca. Miał znakomite warunkami zewnętrzne, grację, zręczność, lekkością w tańcu, które wspierał niezwykłą pracowitością oraz świetną pamięcią choreograficzną. Żaden artysta polskiego baletu XIX wieku nie zyskał takiego uznania i popularności jak on, i tak znakomitych ocen swoich współczesnych.
Już w 1845 roku pisano o nim: „Do młodego pokolenia liczyć należy także pana Aleksandra Tarnowskiego: już dziś jest on jednym z najlepszych naszych tancerzy, nie nadużywa cierpliwości patrzących nieskończonymi piruetami. Taniec jego, skromniejszy jak uczniów dawnej szkoły, a tym samym lepszy i milszy dla patrzących, cechuje pewność i wykończenie zupełne”.
W 1848 roku, po premierze polskiej Giselle z Konstancją Turczynowicz w roli tytułowej i z nim w roli księcia Alberta (pojawiającego się wówczas w I akcie pod przybranym imieniem Konrad) czytamy: „Co za dobrana para z Konradem (panem Tarnowskim Aleksandrem); w nim także taniec drugą naturą, ciągle rozwijając się i kształcąc, połączyć umiał wdzięk z siłą, szlachetność ruchu z pewnością i swobodą. Uderzeniem nogi na kilka stóp wznosi się od ziemi, pada w attitudzie klasycznej, bije w jednym skoku niezliczone entrechats, by ze swobodą natychmiast w inny rodzaj przeskoczyć; ani na chwilę zmęczenia, wysilenia, trudu ujrzeć niepodobna. Dla takiej pary niech myślą baletmistrze, niech im wynajdują, układają, tworzą takie ustępy jak pas de deux w pierwszym akcie. To cała piosenka wypisana skokiem, wypowiedziana wdziękiem, wyśpiewana uśmiechem, spojrzeniem, pozą”.
W 1857 roku, po przerwie w jego występach, spowodowanej pierwszymi objawami choroby, odnotowano: „Publiczność z przyjemnością powitała p. Aleksandra Tarnowskiego, który po kilko-miesięcznej słabości, pierwszy raz ukazał się na scenie; nie szczędzono oznak zadowolenia, na jakie zawsze sprawiedliwie zasługuje ten utalentowany artysta”.
Podobnie było w 1866 roku po kolejnej, ośmioletniej tym razem przerwie w jego aktywności artystycznej, gdy po kontuzji swojego brata Antoniego powrócił na scenę występować ponownie w Giselle u boku Nadieżdy Bogdanowej. Prasa witała go z entuzjazmem: „Aleksander Tarnowski, który od lat kilku nie opuszczał swego mieszkania, teraz wskrzeszony jakby cudem przez serdeczne zajęcie i troskliwość p. Bogdanow, wystąpić miał znowu na scenę. Otóż fakt ten tak oryginalny, ważny w dziejach naszego baletu, spełnił się wczorajszego wieczoru. Nie potrzebujemy mówić, że publiczność wcześnie już wykupiła wszystkie bilety na takie niespodziankowe widowisko, tym skwapliwiej i chętniej, że obok wskrzeszonego tancerza ukazać się miała znowu jego urocza Nadzieja Bogdanow. (…) Publiczność porwana urokiem, a zachwycona odnalezieniem pierwszego tancerza w panu Aleksandrze Tarnowskim, sama równie jak on wzruszona, salwami piorunowych oklasków i okrzykami zapału nagradzała i Gizellę, i niepocieszonego kochanka. Pan Tarnowski wykonał całą swoją rolę doskonale, a pas de deux tańczył z taką lekkością, a nade wszystko gracją, że na chwilę chociaż pozwolił publiczności zapomnieć o stracie, jaką w osobie jego brata poniosła”. „W tańcu p. Tarnowskiego nie znać było odzwyczajenia od sceny, owszem widać było, że nie przestawał pracować i kształcić się dalej. Męski wdzięk, godność ruchów, zręczność i siła, oto zalety tańca obu Tarnowskich”.  „Cudownie przywrócony naszej scenie artysta p. Tarnowski, służyć może za typ męskiego tańca, odznaczającego się siłą i wdziękiem”.
I jeszcze opinia historyka polskiego teatru Jana Tomasza Seweryna Jasińskiego, który znał osobiście obu braci Tarnowskich i śledził ich osiągnięcia sceniczne: „Byli obdarzeni od natury w powierzchowność Apolla Belwederskiego. Gracja, zręczność, lekkość, elegancja, wykonanie do zachwytu. Wszyscy wracający z zagranicy, co widzieli stołeczne balety, jednogłośnie orzekali, że takich tancerzy nigdzie nie ma”.

## Ikonografia
- Aleksander Tarnowski jako Hrabia de Saint Léon w balecie Hrabina i wieśniaczka, litografia Henryk Hirszel, 1847, Muzeum Teatralne w Warszawie.
- Artyści sceny warszawskiej 1852, lit. Jakub Melcher wg rysunku Józefa Simmlera, 1852, Muzeum Teatralne w Warszawie.
- Kolorową litografię Henryka Hirszla przedstawiającą Aleksandra Tarnowskiego i Konstancję Turczynowicz tańczących kaczuczę z baletu Hrabina i wieśniaczka można odszukać wśród zdjęć udostępnionych na stronie https://teatrwielki.pl/teatr/polski-balet-narodowy/historia-pbn/